# Västerås-Barkarö församling
Västerås-Barkarö församling är en församling i Västerås pastorat i Domprosteriet i Västerås stift i Västerås stift i Svenska kyrkan. Församlingen ligger i Västerås kommun i Västmanlands län.

## Administrativ historik
Församlingen har medeltida ursprung under namnet Barkarö församling som 1889 namnändrades till det nuvarande.
Församlingen utgjorde till 1945 ett eget pastorat för att därefter vara annexförsamling i pastoratet Dingtuna och Västerås-Barkarö som 1962 utökades med Lillhärads församling och 1971 med Rytterne församling, där Dingtuna och Lillhärad 2006 bildade Dingtuna-Lillhärads församling. Församlingen ingick därefter till 2014 i Dingtuna pastorat. Från 2014 ingår församlingen i Västerås pastorat.

## Kyrkoherdar
| Ämbetstid | Namn                                         | Levnadstid | Övrigt |
| --------- | -------------------------------------------- | ---------- | ------ |
| 1415      | Haquinus                                     |            |        |
| 1474      | Laurentius                                   |            |        |
| –1502     | Laurentius Petri                             | –1502      |        |
| 1505      | Laurentius                                   |            |        |
| –1512     | Botolphus                                    | –1512      |        |
| 1556      | Sweno                                        |            |        |
| 1569–1586 | Andreas Simonis                              | –1586      |        |
| 1587–1595 | Andreas Olavi (Nericius)                     |            |        |
| 1595–1611 | Laurentius Laurentii                         |            |        |
| 1616–1645 | Laurentius Erici (Dalekarlus och Chalcander) | –1645      |        |
| 1646–1666 | Nicolaus Magni Byringius                     | 1600–1666  |        |
| 1669–1693 | Martinus Petri Lundius                       | 1623–1693  |        |
| 1694–1704 | Johannes Troilius                            | 1663–1704  |        |
| 1706–1716 | Ericus Tulenius                              | 1672–1716  |        |
| 1718–1737 | Georg Swederus                               | 1665–1737  |        |
| 1738–1789 | Johan Swederus                               | 1705–1789  |        |
| 1790–1794 | Jacob Croom                                  | 1731–1794  |        |
| 1796–1831 | Eric Lindborg                                | 1750–1831  |        |
| 1834–     | Jacob Wahlquist                              | 1786–      |        |

### Komministrar
| Ämbetstid | Namn                   | Levnadstid | Övrigt                                         |
| --------- | ---------------------- | ---------- | ---------------------------------------------- |
| 1720–1749 | Olof Hambræus          | 1682–1754  |                                                |
| 1750–1764 | Bengt Wadström         | 1720–1764  |                                                |
| 1765–1789 | Andreas Melenius       | 1730–1789  |                                                |
| 1789–     | Adolf Fredric Nordberg |            | Senare komminister i Västerfärnebo församling. |
| 1800–1804 | Hans Sandstenius       | 1751–1804  |                                                |
| 1804–     | Johan Harald Kihlman   |            | Senare komminister i Folkärna församling.      |
| 1821–1825 | Carl Hellé             | 1786–1825  |                                                |
| 1825–     | Johan Engwall          |            | Senare komminister i Fläckebo församling.      |
| 1830–1833 | Jacob Wahlquist        | 1786–      |                                                |
| 1833      | Carl Petter Sjöberg    | 1797–1833  |                                                |
| 1834–     | Lars Daniel Girelius   | 1796–      |                                                |

## Organister
| Verksam   | Namn                    | Levnadstid | Övrigt                 |
| --------- | ----------------------- | ---------- | ---------------------- |
| 1821-1853 | Carl Fredrik Falk       | 1788-1853  | Klockare               |
| 1853-1860 | Carl Erik Johansson     | 1818-1860  | Klockare               |
| 1860-1909 | Per Gustaf Falk         | 1831-1909  | Organist och klockare. |
| 1888-1895 | Per Wallin              | 1863-      |                        |
| 1896-1902 | Andreas Gerhard Elvin   | 1870-      |                        |
| 1903-1919 | Carl Alfred Bergström   | 1864-1919  | Organist.              |
| 1920-1922 | Eskil Albert Bondesson  | 1890-      | Organist.              |
| 1922-1923 | Bernhard Lindholm       | 1893-      | Organist               |
| 1923-1955 | Oskar Holmgren          | 1890-      | Organist.              |
| 1957-     | Ulla Kristina Sundström | 1933-      | Organist.              |

## Kyrkor
- Västerås-Barkarö kyrka